# Synovite
 Mise en garde médicale
La synovite est le terme médical correspondant à l'inflammation de la membrane synoviale. Cette membrane borde les articulations qui possèdent une cavité, appelées articulations synoviales. La synovite est généralement douloureuse, particulièrement lorsque l'articulation est mobilisée. On observe généralement un enflement de l'articulation dû à la collection de liquide synovial.
La synovite peut apparaître en association avec l'arthrite, le lupus, la goutte, et d'autres pathologies. La synovite est le plus couramment retrouvée avec la polyarthrite rhumatoïde et peut donc aider à la différencier d'autres formes d'arthrite, même si elle est également présente dans de nombreuses articulations touchées par l'arthrose,. À long terme, la synovite peut entraîner une dégénérescence articulaire.

## Signes et symptômes
La synovite peut entraîner une douleur ou sensibilité articulaire, un œdème ou un épanchement de synovie, et des nodules. Lorsqu'elle est associée à la polyarthrite rhumatoïde, l'œdème est un meilleur indicateur que la sensibilité articulaire.

## Traitement
Les symptômes de la synovite peuvent être traités par des anti-inflammatoires comme les AINS. Une injection de stéroïdes peut être réalisée directement dans l'articulation. Les traitements spécifiques dépendent de la cause de la synovite.

### Articles liés
- Ténosynovite
- Synovite aiguë transitoire

## Source
- (en) Cet article est partiellement ou en totalité issu de l’article de Wikipédia en anglais intitulé « Synovitis » (voir la liste des auteurs).